# بين كلاين
بين كلاين هو محامي وسياسي أمريكي، ولد في 29 فبراير 1972 في ستيلووتر في الولايات المتحدة. نشط حزبياً في الحزب الجمهوري.

## مناصب
- انتخب عضو مجلس نواب فرجينيا  [لغات أخرى]‏.
- انتخب عضو مجلس النواب الأمريكي [الإنجليزية]‏ عن دائرة Virginia's 6th congressional district [الإنجليزية]‏ وقد انضم خلال فترته النيابية [الإنجليزية]‏ (3 يناير 2019 – 3 يناير 2021) للكتلة البرلمانية الحزب الجمهوري.
- انتخب عضو مجلس النواب الأمريكي [الإنجليزية]‏.
- انتخب عضو مجلس نواب الولايات المتحدة عن ولاية فرجينيا ‏ عن دائرة Virginia's 6th congressional district [الإنجليزية]‏ وقد انضم خلال فترته النيابية [الإنجليزية]‏ (يناير 2019 – يناير 2021) للكتلة البرلمانية الحزب الجمهوري.

## وصلات خارجية
- الموقع الرسمي